# Hieronymus I. Hölein

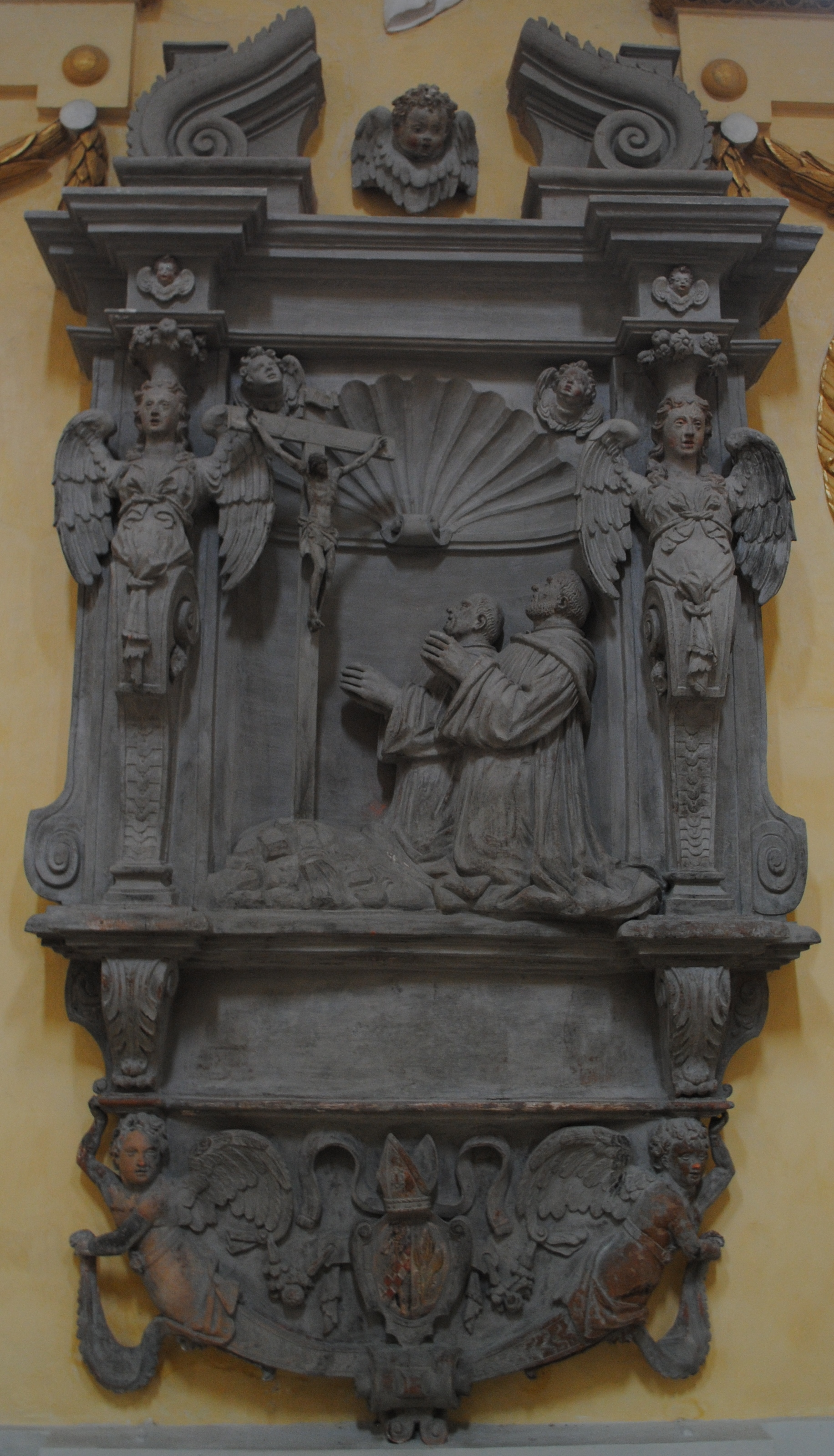
Das Epitaph des Hieronymus I. Hölein in der Klosterkirche

Hieronymus I. Hölein (auch Hieronymus I. Holein; * in Großlangheim; † 25. November 1615 in Ebrach) war von 1591 bis 1615 Abt des Zisterzienserklosters in Ebrach.

## Leben
Hieronymus I. Hölein wurde, wohl in der zweiten Hälfte des 16. Jahrhunderts, im unterfränkischen Großlangheim geboren. Über die Eltern des späteren Abtes ist nichts bekannt, auch die schulische Ausbildung des Hieronymus wird in den Quellen nicht erwähnt. Fest steht, dass er ein Studium der Philosophie an der Jesuitenuniversität Ingolstadt absolvierte und eng mit dem oberfränkischen Kloster Langheim verbunden war. 
Als Leonhard Rosen, der Vorgänger des Hieronymus, im Jahr 1591 starb, wurde Hieronymus Hölein von den Mönchen zu seinem Nachfolger gewählt. Zuvor war Hölein bereits am 10. März 1591 zum Abt-Adjutor erkoren worden. Nach der Benediktion des neuen Abtes, die wohl noch 1591 stattfand, ließ der Prälat silberne Münzen prägen. Sie wurden an Freunde des Abtes verteilt. Unter ihnen war der spätere Fürstbischof von Würzburg und Bamberg Johann Gottfried I. von Aschhausen.

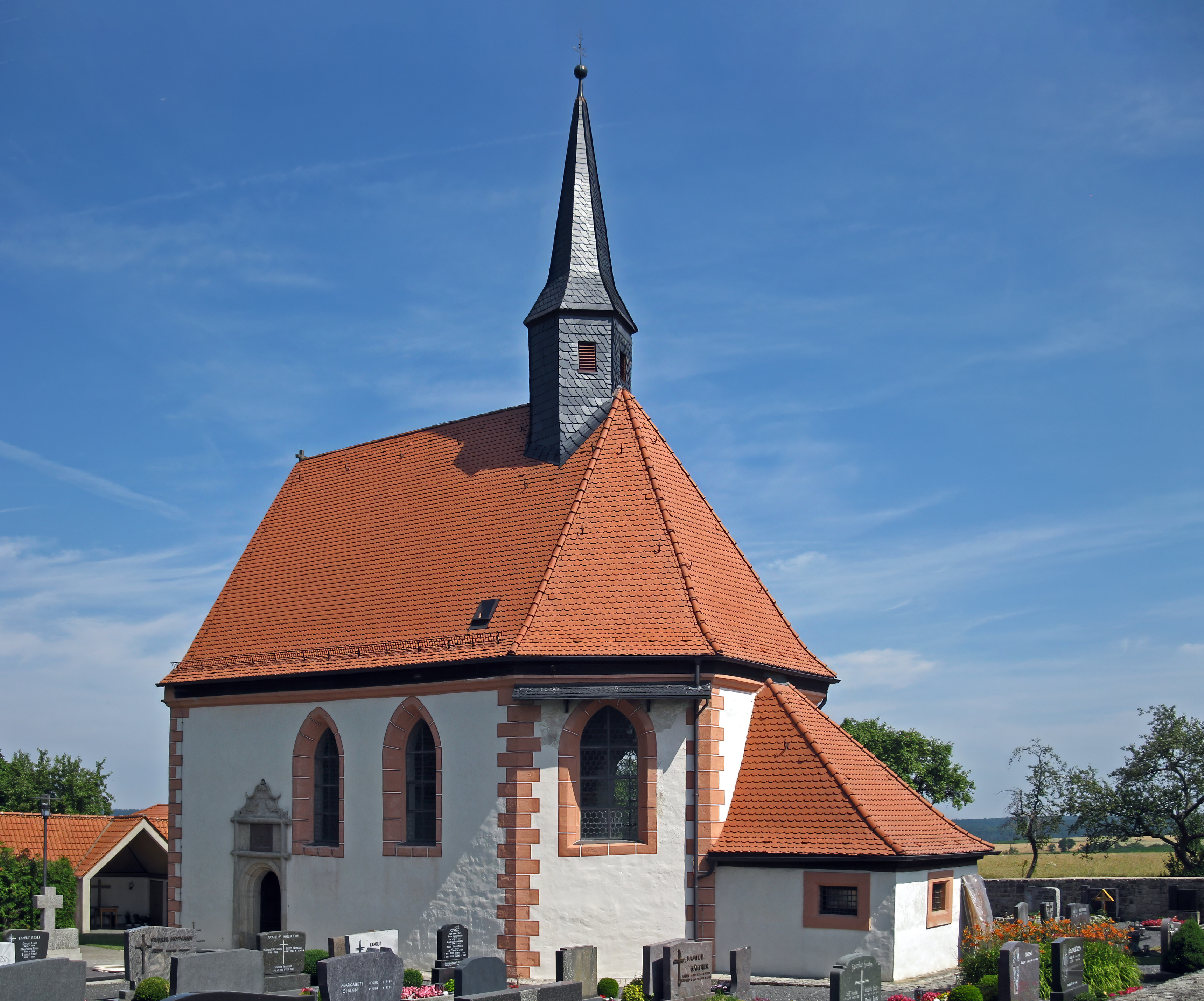
Die Rochuskapelle in Großgressingen bei Ebrach

Zunächst musste sich Abt Hieronymus jedoch mit dessen Vorgänger Julius Echter von Mespelbrunn von Würzburg auseinandersetzen. Das Hochstift Würzburg kannte die verlangte Reichsunmittelbarkeit des Klosters nicht an und prozessierte. Hieronymus I. Hölein versuchte diesen Streit durch einen Kompromiss beizulegen. Im Jahre 1594 wurden zwei Rezesse verabschiedet, die als Richtlinien für spätere Auseinandersetzungen gelten sollten.
Nach der Beilegung des Streites konnte das Kloster Ebrach neue Bautätigkeiten in Angriff nehmen. Abt Hieronymus begann die Konventskirche neu auszustatten, so schaffte man neue Altäre und Gemälde an. Auch in den Klosterdörfern wurde gebaut. Die Blutskapelle in Burgwindheim wurde errichtet, ebenso entstand die Rochuskapelle nahe Ebrach. In Bergheide bei Weyer baute man die sogenannte Mauritiuskapelle. In Rödelsee errichtete der Abt wahrscheinlich einen neuen Klosterhof.
Im Jahr 1605 wurde Hieronymus I. Hölein vom Generalabt der Zisterzienser zum Generalvikar für Franken ernannt. In dieser Funktion durfte er alle Äbte und Äbtissinnen in der Region weihen. Für 1612 ist die Benediktion des Michael vom niederbayerischen Kloster Aldersbach überliefert. Am 25. November 1615 gegen 19 Uhr abends starb der sechsunddreißigste Abt des Klosters Ebrach. Er wurde in der Klosterkirche bestattet. Sein Nachfolger Johannes V. Dressel ließ von Nikolaus Lenkhart, dem auch das Grabmal des Julius Echter von Mespelbrunn im Würzburger Dom zugeschrieben wird, ein Epitaph anfertigen.

## Wappen
Das persönliche Wappen des Hieronymus I. Hölein ist auf dem Epitaph des Prälaten in der Klosterkirche in Ebrach zu finden. Beschreibung: Drei, auf einem Dreiberg stehende Ähren. Die Tingierung ist unklar, auf dem Epitaph wurden die Ähren golden gefasst, während der Hintergrund wohl in blau ausgeführt war.